# Campeonato de España de Carreras de Camiones

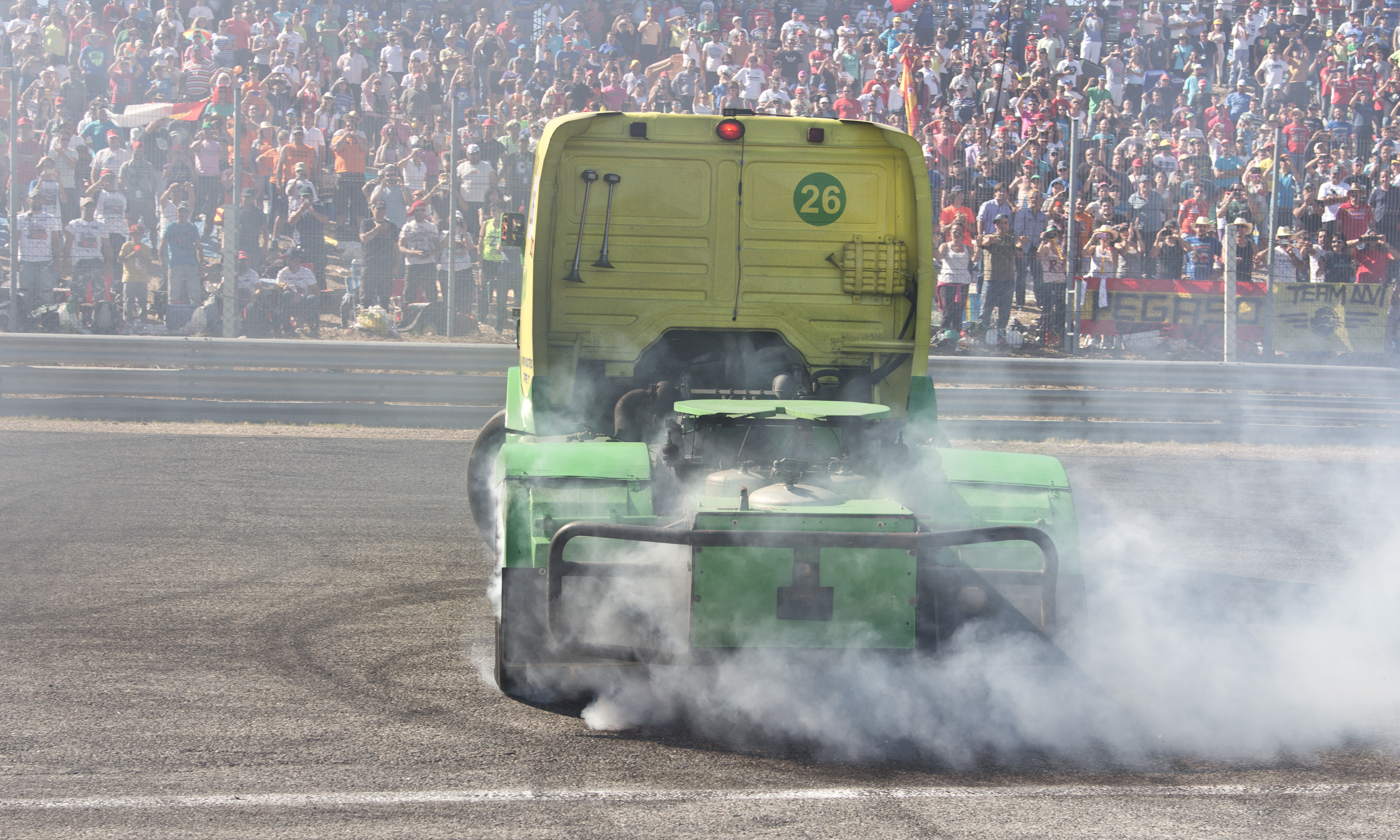
Orlando Rodríguez, participante del CECC.

El  Campeonato de España de Carreras de Camiones  (CECC) es un campeonato automovilístico creado en 2019 por la Real Federación Española de Automovilismo (RFEdA), que sustituye la anterior Copa de España de Camiones, en la que el campeón de España era el piloto que más puntos obtenía en los GP del Campeonato de Europa de Camiones disputados en España. Surgió dado que la FIA no autorizó a correr a varios pilotos españoles durante el XXXII GP Camión de España junto a los pilotos del ETRC.

## Campeones
| Año  | Pilotos     | Camión  |
| ---- | ----------- | ------- |
| 2019 | Josy Vila   | MAN     |
| 2020 | Pedro Marco | MAN     |
| 2021 | Pedro Marco | MAN     |
| 2022 | Pedro Marco | MAN     |
| 2023 | Josy Vila   | MAN TGS |
| 2024 | Josy Vila   | MAN TGS |

## Estadísticas
Pilotos con más campeonatos
| Piloto      | Total | Temporadas       |
| ----------- | ----- | ---------------- |
| Pedro Marco | 3     | 2020, 2021, 2022 |
| Josy Vila   | 3     | 2019, 2023, 2024 |

Pilotos con más victorias (General)
| Piloto                 | Total |
| ---------------------- | ----- |
| Pedro Marco            | 6     |
| Josy Vila              | 6     |
| José Eduardo Rodrigues | 3     |
| Eduardo Rodrigues      | 1     |